# Entfernungsbake

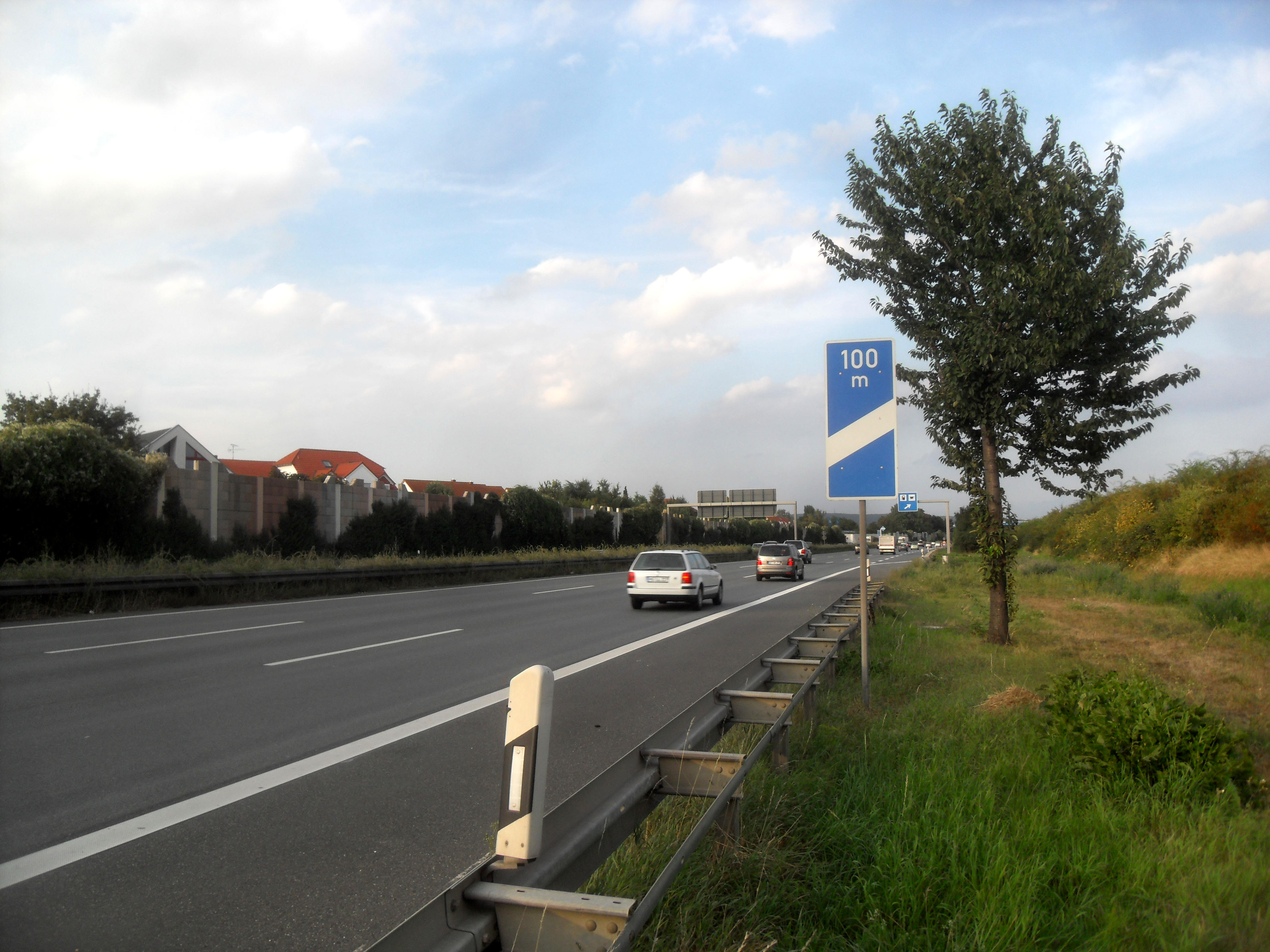
Entfernungsbake an der Bundesautobahn 66 bei Wiesbaden-Erbenheim, Deutschland

Als Entfernungsbake (kurz auch Bake, in der Schweiz auch Distanzbake genannt) bezeichnet man ein Verkehrszeichen, das dazu dient, dem Verkehrsteilnehmer einen Bahnübergang oder (in Deutschland) eine Autobahnausfahrt bzw. Ausfahrt auf einer Schnellstraße frühzeitig anzukündigen. Es zeigt bis zu drei Querstreifen und nennt in der Regel den Abstand. Auf Autobahnen wird die Ankündigungsbake nur am rechten Fahrbahnrand aufgestellt, an Bahnübergängen können die Baken an beiden Fahrbahnrändern angeordnet sein. Bei links stehenden Baken sind die Streifen von links oben nach rechts unten angeordnet.

## Straßenverkehr

### Deutschland
In Deutschland sind die Baken standardmäßig in etwa 80 m, 160 m und 240 m Abstand vor dem Bahnübergang bzw. 100 m, 200 m und 300 m vor der Autobahnausfahrt aufgestellt.

Bild h 3 der 1936 erstmals eingeführten Bake vor Bahnübergang mit Entfernungsangabe (160 m)[1]
Zeichen 159-10 der Bake vor Bahnübergang mit Entfernungsangabe (160 m)
Ankündigungsbake (historisch); bereits vor dem Zweiten Weltkrieg wurden Baken an Autobahnen aufgestellt
Zeichen 450-50 der Ankündigungsbake einstreifig mit Entfernungsangabe von 100 m (Autobahn)
Zeichen 450-51 der Ankündigungsbake zweistreifig mit Entfernungsangabe von 200 m (Autobahn)
Zeichen 450-52 der Ankündigungsbake dreistreifig mit Entfernungsangabe von 300 m (Autobahn)
Zeichen 450-55 der Ankündigungsbake dreistreifig mit Entfernungsangabe von 300 m (Schnellstraße)

### Österreich
In Österreich werden Baken nur an Bahnübergängen verwendet. Sie werden lt. § 50 StVO standardmäßig in etwa 80 m, 160 m und 240 m Abstand vor dem Bahnübergang aufgestellt.

Linksseitige Bake mit zwei Balken – Entfernung zum Bahnübergang ca. 160 m
Rechtsseitige Bake mit zwei Balken – Entfernung zum Bahnübergang ca. 160 m

### Schweiz

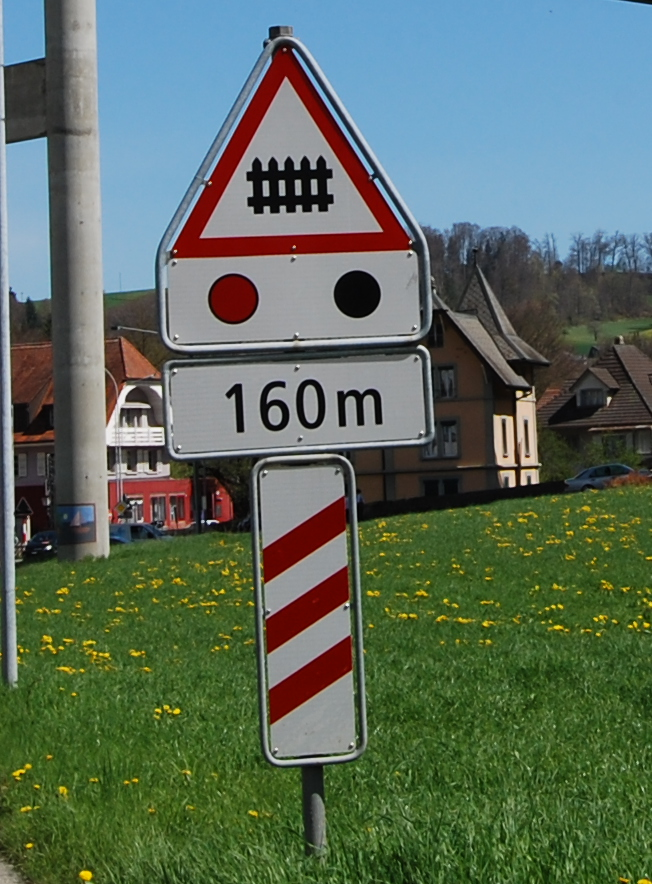
Die Signale 1.15 und 5.12 genügen gemäß ASTRA, daher wurde der Distanzbaken per 2016 aufgehoben.

In der Schweiz wurden Distanzbaken nur an Bahnübergängen eingesetzt und wurden dort entsprechend Art. 10 der Signalisationsverordnung aufgestellt. Diese Baken sind seit dem 1. Januar 2016 nicht mehr vorgeschrieben, bestehende Signale mussten bis zum 31. Dezember 2020 entfernt werden. Das Bundesamt für Strassen begründete die Aufhebung damit, dass übrige Gefahrensignale, die zur Warnung vor Bahnübergängen dienen, ausreichend seien.

Signal 1.17: Distanzbaken

## Eisenbahn
Im Eisenbahnwesen werden Vorsignale durch sog. Vorsignalbaken angekündigt. So wird dem Triebfahrzeugführer bei schlechten Sichtverhältnissen frühzeitig mitgeteilt, in welchem Abstand mit einem Vorsignal zu rechnen ist. Im Gegensatz zur Darstellungsweise im Straßenverkehr kann die Vorsignalbake bis zu fünf Querstreifen besitzen.
In Deutschland und Österreich sind in der Regel drei (an unübersichtlichen Stellen bis zu fünf) weiße Tafeln mit schwarzen, nach rechts steigenden Streifen aufgestellt. Die in Fahrtrichtung letzte Vorsignalbake mit einem Streifen steht 100 Meter vor dem Vorsignal, die anderen Baken davor in einem Abstand von je 75 Metern.

### Zeichen

#### Deutschland

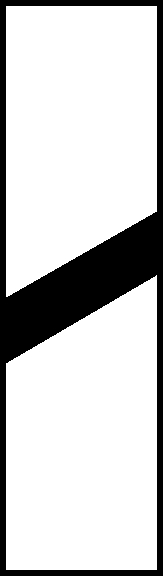
Vorsignal in 100 m zu erwarten.
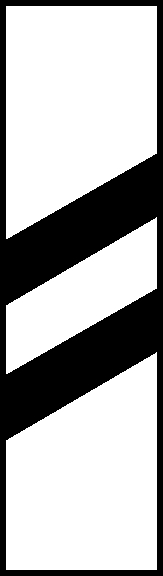
Vorsignal in 175 m zu erwarten.
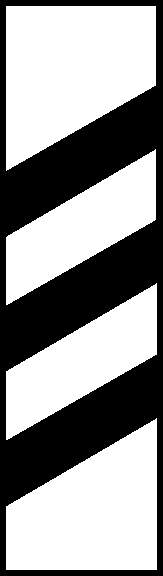
Vorsignal in 250 m zu erwarten.